# A Fazenda 4
A Fazenda 4 foi a quarta temporada do reality show brasileiro A Fazenda, que mostrou pessoas famosas convivendo em um ambiente rural e disputando por um prêmio de dois milhões de reais. O programa teve sua estreia no dia 19 de julho de 2011. A quarta temporada foi anunciada no final de A Fazenda 3. Novamente, o reality show contou com a apresentação de Britto Júnior, além de reportagens nas ruas com Chris Couto e bastidores no site oficial com Felipe Vita no A Fazenda Online. A atração foi reprisada no programa Tudo a Ver da Rede Record e também na Record News.
A Fazenda 4 foi a primeira temporada do programa a ter quatro mulheres como finalistas, tornando-se também o primeiro reality show de votação popular da história da televisão brasileira com esta configuração na reta final. No Limite 1 também teve quatro mulheres na etapa final, mas o programa não teve participação do público na decisão de eliminações.
A vencedora da temporada foi a personal trainer Joana Machado, que enfrentou a apresentadora Monique Evans e a DJ e escritora Raquel Pacheco na final do programa. Joana recebeu 2 milhões de reais sem descontos e Monique foi premiada com um carro por seu segundo lugar.

## Formato

### Retorno de ex-participante
A quarta edição trouxe novamente 15 participantes, como na edição anterior, porém com o retorno de uma ex-confinada do reality show.
Durante os dois primeiros dias de confinamento, as primeiras eliminadas das edições anteriores (Franciely Freduzeski, Ana Paula Oliveira e Monique Evans) ficaram confinadas na Casa da Roça, disputando o voto do público para uma segunda chance no programa.
Monique Evans foi a participante mais votada (61%) e entrou na sede no dia 21 de julho, enquanto que as outras participantes, Ana Paula Oliveira e Franciely Freduzeski, voltaram para casa no mesmo dia.
| Candidato            | Idade   | Ocupação       | Origem                  | Resultado     |
| -------------------- | ------- | -------------- | ----------------------- | ------------- |
| Ana Paula Oliveira   | 33 anos | Ex-bandeirinha | Hortolândia - SP        | Não escolhida |
| Franciely Freduzeski | 32 anos | Atriz          | Laranjeiras do Sul - PR | Não escolhida |
| Monique Evans        | 55 anos | Apresentadora  | Rio de Janeiro - RJ     | Escolhida     |

### Roça quádrupla
A Roça passou a ser formada por quatro peões: um indicado pelo fazendeiro, os dois que perderam o desafio semanal e mais um indicado pelos outros peões na votação. A prova do fazendeiro também sofreu alterações: os quatro roceiros disputam a liberdade da Roça em uma prova, que também garante o cargo de novo fazendeiro ao vencedor.

### Prova Especial
Teve uma divisão de grupos para uma disputa valendo R$ 500 mil. Gui Pádua, Thiago Gagliasso, Valesca Popozuda e Dinei, ambos do Grupo Avestruz, venceram a disputa e receberam R$ 97 mil reais cada um, já que houve desconto de 30% de impostos sobre o valor inicial.

### Casa da Roça
O prêmio continuou sendo R$ 2 milhões de reais sem descontos, o maior prêmio dado em um reality show na história da televisão brasileira. Nessa edição, a Casa da Roça (local que abriga os quatro participantes que vão para a "Roça") continuou, sendo que nela havia apenas 1 cama de solteiro, 1 rede e 1 esteira; o vaso sanitário não tem descarga e há apenas 1 chuveiro e de água gelada - como agravante dessa temporada ser em pleno inverno. Porém, na sede onde ficaram os demais participantes, há dois chuveiros de água quente e 1 de água fria, 13 camas sendo uma de casal e 14 baús. A sala ganhou novos tons voltados para o inverno e o programa também foi transmitido em alta definição. Como novos animais, A Fazenda terá duas lhamas substituindo o burro e duas cabras.

## Transmissão
Este ano o reality contou novamente com o sistema de transmissão 24 horas grátis, via Internet, no Portal R7. Algumas provas e tarefas importantes não foram transmitidas, para que o telespectador assistisse à edição na TV Record. Dessa vez, o programa foi transmitido em alta definição, sendo assim, foi o primeiro reality show da televisão brasileira a usar esta tecnologia.
A reta final da temporada iniciou após a eliminação de Thiago Gagliasso em 29 de setembro de 2011 e perdurou por 13 dias, abarcando as últimas 2 eliminações até a Grande Final em 12 de outubro de 2011.

## Controvérsias

### Duda Yankovich
Na madrugada do dia 9 de agosto para 10 de agosto de 2011, a participante Duda Yankovich foi expulsa do programa por ter agredido Thiago Gagliasso. O ato aconteceu na tarde do dia 8 de agosto, após um desentendimento entre eles durante um jogo de basquete na piscina. Antes do apresentador anunciar a decisão, Duda reconheceu que errou e que conhecia as regras do programa. O fato ganhou bastante repercussão na mídia desde o ocorrido e mais ainda após a expulsão da participante. A decisão da Rede Record de cumprir as regras do programa foi muito elogiada pela imprensa e telespectadores, que se manifestaram na internet.

### Dani Bolina
Com a expulsão de Duda Yankovich, a direção do programa foi em busca de uma substituta. A imprensa especulava vários nomes, exceto o de Bolina. Mas na noite do dia 10 de agosto, o apresentador Britto Jr informou que "o(a) novo(a) participante tem conexão profissional com três ex-participantes" (Dani já trabalhou com Carlinhos Silva, Danielle Souza e Lizi Benites no humorístico Pânico na TV, da RedeTV!. O trio esteve em temporadas anteriores de A Fazenda). Desde então, o público começou a especular sobre a possibilidade da entrada de Bolina, o que levou o seu nome a configurar entre os assuntos mais comentados no Brasil do microblog twitter durante todo o dia de 11 de agosto.
A imprensa informou durante a repercussão que na tarde do dia 11 de agosto Dani assinou contrato de 1 ano com a Record para poder entrar em A Fazenda. Uma de suas condições foi ter um contrato fixo com a emissora. Seu receio era deixar A Fazenda sem o prêmio principal e ainda perder sua posição no Pânico na TV. A então panicat entrou no reality show na madrugada de 11 de agosto para o dia 12 de agosto. Menos de 24 horas após ela entrar no confinamento, alcançou a marca de 1 milhão de seguidores do twitter.

### Thiago Gagliasso
No dia 7 de setembro de 2011, o ator Thiago Gagliasso comentou que havia desferido tapas nas cabras atrás do galinheiro, um local que, segundo ele, não era filmado pelas câmeras do programa. Um usuário do YouTube disponibilizou um vídeo com o comentário feito e alguns sites publicaram transcrições completas pouco depois. Diversas ONGs protetoras de animais, como a PETA, se manifestaram no Twitter pedindo a expulsão de Thiago.
A apresentadora Luísa Mell, conhecida por defender os animais, iniciou uma campanha para eliminar o ator da competição. A cantora Rita Lee também se mobilizou e utilizou o Twitter para se expressar, escrevendo "Desculpe, Bruno Gagliasso, mas seu irmāo é escroto... #forathiago".
Como resultado do comportamento de Thiago, todos os participantes dormiram do lado de fora da fazenda como punição. Raquel leu uma ficha da produção com o seguinte texto: "Todos os animais merecem respeito e cuidado". O ator se desculpou com os outros participantes, mas ficou indignado com a punição. Valesca Popozuda pediu que ele se controlasse quando começou a ofender os animais.
A Record realizou uma declaração pública no dia seguinte, mencionando que a fazenda em que o programa acontece é monitorada 24 horas por dia e que em momento nenhum Thiago ou outro participante foi observado agredindo as cabras ou qualquer outro animal. O galinheiro que as cabras atravessam durante as atividades da manhã é filmado e imagens de Thiago nessa área já haviam sido exibidas. Todos os animais estavam saudáveis, bem cuidados e monitorados diariamente.

## Participantes
Abaixo a lista dos participantes desta edição, com as ocupações listadas pelo site oficial do programa e com as respectivas idades durante o início das gravações.
| Participante                                  | Profissão              | Equipe   | Resultado                               |
| --------------------------------------------- | ---------------------- | -------- | --------------------------------------- |
| Joana Machado 30 anos, Rio de Janeiro - RJ    | Personal trainer       | Ovelha   | Vencedora em 12 de outubro de 2011      |
| Monique Evans 55 anos, Rio de Janeiro - RJ    | Apresentadora          | Coelho   | 2º lugar em 12 de outubro de 2011       |
| Raquel Pacheco 26 anos, Sorocaba - SP         | DJ e escritora         | Coelho   | 3º lugar em 12 de outubro de 2011       |
| Valesca Popozuda 32 anos, Rio de Janeiro - RJ | Cantora                | Avestruz | 12ª eliminada em 9 de outubro de 2011   |
| Marlon 34 anos, Criciúma - SC                 | Cantor                 | Ovelha   | 11º eliminado em 4 de outubro de 2011   |
| Thiago Gagliasso 22 anos, Rio de Janeiro - RJ | Ator                   | Avestruz | 10º eliminado em 29 de setembro de 2011 |
| Dinei 42 anos, São Paulo - SP                 | Ex-jogador de futebol  | Avestruz | 9º eliminado em 22 de setembro de 2011  |
| Gui Pádua 37 anos, Pratápolis - MG            | Paraquedista           | Avestruz | 8º eliminado em 15 de setembro de 2011  |
| Compadre Washington 50 anos, Salvador - BA    | Cantor                 | Coelho   | 7º eliminado em 8 de setembro de 2011   |
| Anna Markun 36 anos, Rio de Janeiro - RJ      | Atriz                  | Ovelha   | 6ª eliminada em 1 de setembro de 2011   |
| Dani Bolina 27 anos, Porto Alegre - RS        | Assistente de palco    | Ovelha   | 5ª eliminada em 25 de agosto de 2011    |
| João Kléber 53 anos, São Paulo - SP           | Apresentador           | Avestruz | 4º eliminado em 18 de agosto de 2011    |
| Taciane Ribeiro 29 anos, Itapira - SP         | Modelo                 | Coelho   | 3ª eliminada em 11 de agosto de 2011    |
| Duda Yankovich 35 anos, Jagodina - Sérvia     | Lutadora de MMA        | Ovelha   | Expulsa em 9 de agosto de 2011          |
| François Teles 37 anos, Ipatinga - MG         | Modelo                 | Ovelha   | 2º eliminado em 4 de agosto de 2011     |
| Renata Banhara 36 anos, Taubaté - SP          | Personalidade da mídia | Coelho   | 1ª eliminada em 28 de julho de 2011     |

## Histórico
|                       |                       | Sem 1                                 | Sem 1                               | Sem 2                               | Sem 3                         | Sem 4                              | Sem 5                               | Sem 6                                  | Sem 7                              | Sem 8                     | Sem 9                     | Sem 10                   | Sem 11                    | Sem 12                              | Sem 12                  | Votos recebidos |
| Dia 1                 | Dia 8                 | Dia 80                                | Final                               | Sem 2                               | Sem 3                         | Sem 4                              | Sem 5                               | Sem 6                                  | Sem 7                              | Sem 8                     | Sem 9                     | Sem 10                   | Sem 11                    |                                     |                         | Votos recebidos |
| --------------------- | --------------------- | ------------------------------------- | ----------------------------------- | ----------------------------------- | ----------------------------- | ---------------------------------- | ----------------------------------- | -------------------------------------- | ---------------------------------- | ------------------------- | ------------------------- | ------------------------ | ------------------------- | ----------------------------------- | ----------------------- | --------------- |
| Fazendeiro da Semana  | Fazendeiro da Semana  | (nenhum)                              | Anna                                | João Kléber                         | Valesca                       | Joana                              | Gui                                 | Joana                                  | Gui                                | Raquel                    | Joana                     | Marlon                   | Valesca                   | (nenhum)                            | (nenhum)                |                 |
| Indicado (Desafio)    | Indicado (Desafio)    | (nenhum)                              | Gui Taciane                         | Monique Valesca                     | Duda Washington               | João Kléber Raquel                 | Dani Monique                        | Marlon Washington                      | Raquel Thiago                      | Joana                     | Monique                   | Raquel                   | Marlon                    | Joana Monique Valesca               | (nenhum)                |                 |
| Indicado (Peões)      | Indicado (Peões)      | (nenhum)                              | João Kléber                         | François                            | Taciane                       | Anna                               | Thiago                              | Anna                                   | Washington                         | Monique                   | Marlon                    | Thiago                   | (nenhum)                  | (nenhum)                            | (nenhum)                |                 |
| Indicado (Fazendeiro) | Indicado (Fazendeiro) | (nenhum)                              | Renata                              | Raquel                              | Joana                         | Gui                                | Joana                               | Gui                                    | Joana                              | Gui                       | Dinei                     | Valesca                  | Monique                   | (nenhum)                            | (nenhum)                |                 |
|                       |                       |                                       |                                     |                                     |                               |                                    |                                     |                                        |                                    |                           |                           |                          |                           |                                     |                         |                 |
|                       | Joana                 | Sede                                  | João Kléber                         | Washington                          | Dinei                         | Fazendeira                         | Thiago                              | Fazendeira                             | Washington                         | Gui                       | Fazendeira                | Thiago                   | Salva                     | Roça                                | Vencedora (Dia 86)      | 6               |
|                       | Monique               | Casa da Roça                          | João Kléber                         | François                            | Joana                         | Gui                                | Joana                               | Anna                                   | Washington                         | Gui                       | Marlon                    | Thiago                   | Roça                      | Roça                                | 2º lugar (Dia 86)       | 8               |
|                       | Raquel                | Sede                                  | João Kléber                         | François                            | João Kléber                   | Dinei                              | Thiago                              | Anna                                   | Washington                         | Fazendeira                | Marlon                    | Thiago                   | Imune                     | Salva                               | 3º lugar (Dia 86)       | 6               |
|                       | Valesca               | Sede                                  | João Kléber                         | Washington                          | Fazendeira                    | Monique                            | Marlon                              | Anna                                   | Washington                         | Gui                       | Marlon                    | Thiago                   | Fazendeira                | Roça                                | Eliminada (Dia 83)      | 4               |
|                       | Marlon                | Sede                                  | Valesca                             | Washington                          | Taciane                       | Dinei                              | Thiago                              | Anna                                   | Dinei                              | Monique                   | Valesca                   | Fazendeiro               | Roça                      | Eliminado (Dia 78)                  | Eliminado (Dia 78)      | 9               |
|                       | Thiago                | Sede                                  | Renata                              | Raquel                              | Taciane                       | Anna                               | Marlon                              | Anna                                   | Monique                            | Monique                   | Raquel                    | Joana                    | Eliminado (Dia 73)        | Eliminado (Dia 73)                  | Eliminado (Dia 73)      | 12              |
|                       | Dinei                 | Sede                                  | François                            | François                            | Taciane                       | Anna                               | Marlon                              | Anna                                   | Marlon                             | Monique                   | Raquel                    | Eliminado (Dia 66)       | Eliminado (Dia 66)        | Eliminado (Dia 66)                  | Eliminado (Dia 66)      | 4               |
|                       | Gui                   | Sede                                  | Raquel                              | François                            | Taciane                       | Anna                               | Fazendeiro                          | Anna                                   | Fazendeiro                         | Monique                   | Eliminado (Dia 59)        | Eliminado (Dia 59)       | Eliminado (Dia 59)        | Eliminado (Dia 59)                  | Eliminado (Dia 59)      | 7               |
|                       | Washington            | Sede                                  | Thiago                              | François                            | Marlon                        | Anna                               | Marlon                              | Anna                                   | Monique                            | Eliminado (Dia 52)        | Eliminado (Dia 52)        | Eliminado (Dia 52)       | Eliminado (Dia 52)        | Eliminado (Dia 52)                  | Eliminado (Dia 52)      | 10              |
|                       | Anna                  | Sede                                  | Fazendeira                          | Washington                          | Taciane                       | Thiago                             | Thiago                              | Gui                                    | Eliminada (Dia 45)                 | Eliminada (Dia 45)        | Eliminada (Dia 45)        | Eliminada (Dia 45)       | Eliminada (Dia 45)        | Eliminada (Dia 45)                  | Eliminada (Dia 45)      | 14              |
|                       | Dani                  | Ausente                               | Ausente                             | Ausente                             | Ausente                       | Anna                               | Thiago                              | Eliminada (Dia 38)                     | Eliminada (Dia 38)                 | Eliminada (Dia 38)        | Eliminada (Dia 38)        | Eliminada (Dia 38)       | Eliminada (Dia 38)        | Eliminada (Dia 38)                  | Eliminada (Dia 38)      | 0               |
|                       | João Kléber           | Sede                                  | Raquel                              | François                            | Taciane                       | Anna                               | Eliminado (Dia 31)                  | Eliminado (Dia 31)                     | Eliminado (Dia 31)                 | Eliminado (Dia 31)        | Eliminado (Dia 31)        | Eliminado (Dia 31)       | Eliminado (Dia 31)        | Eliminado (Dia 31)                  | Eliminado (Dia 31)      | 8               |
|                       | Taciane               | Sede                                  | João Kléber                         | François                            | Thiago                        | Eliminada (Dia 24)                 | Eliminada (Dia 24)                  | Eliminada (Dia 24)                     | Eliminada (Dia 24)                 | Eliminada (Dia 24)        | Eliminada (Dia 24)        | Eliminada (Dia 24)       | Eliminada (Dia 24)        | Eliminada (Dia 24)                  | Eliminada (Dia 24)      | 7               |
|                       | Duda                  | Sede                                  | João Kléber                         | Washington                          | Taciane                       | Expulsa (Dia 22)                   | Expulsa (Dia 22)                    | Expulsa (Dia 22)                       | Expulsa (Dia 22)                   | Expulsa (Dia 22)          | Expulsa (Dia 22)          | Expulsa (Dia 22)         | Expulsa (Dia 22)          | Expulsa (Dia 22)                    | Expulsa (Dia 22)        | 0               |
|                       | François              | Sede                                  | Valesca                             | Washington                          | Eliminado (Dia 17)            | Eliminado (Dia 17)                 | Eliminado (Dia 17)                  | Eliminado (Dia 17)                     | Eliminado (Dia 17)                 | Eliminado (Dia 17)        | Eliminado (Dia 17)        | Eliminado (Dia 17)       | Eliminado (Dia 17)        | Eliminado (Dia 17)                  | Eliminado (Dia 17)      | 8               |
|                       | Renata                | Sede                                  | João Kléber                         | Eliminada (Dia 10)                  | Eliminada (Dia 10)            | Eliminada (Dia 10)                 | Eliminada (Dia 10)                  | Eliminada (Dia 10)                     | Eliminada (Dia 10)                 | Eliminada (Dia 10)        | Eliminada (Dia 10)        | Eliminada (Dia 10)       | Eliminada (Dia 10)        | Eliminada (Dia 10)                  | Eliminada (Dia 10)      | 2               |
|                       | Ana Paula             | Casa da Roça                          | Eliminada (Dia 3)                   | Eliminada (Dia 3)                   | Eliminada (Dia 3)             | Eliminada (Dia 3)                  | Eliminada (Dia 3)                   | Eliminada (Dia 3)                      | Eliminada (Dia 3)                  | Eliminada (Dia 3)         | Eliminada (Dia 3)         | Eliminada (Dia 3)        | Eliminada (Dia 3)         | Eliminada (Dia 3)                   | Eliminada (Dia 3)       | —               |
|                       | Franciely             | Casa da Roça                          | Eliminada (Dia 3)                   | Eliminada (Dia 3)                   | Eliminada (Dia 3)             | Eliminada (Dia 3)                  | Eliminada (Dia 3)                   | Eliminada (Dia 3)                      | Eliminada (Dia 3)                  | Eliminada (Dia 3)         | Eliminada (Dia 3)         | Eliminada (Dia 3)        | Eliminada (Dia 3)         | Eliminada (Dia 3)                   | Eliminada (Dia 3)       | —               |
|                       |                       |                                       |                                     |                                     |                               |                                    |                                     |                                        |                                    |                           |                           |                          |                           |                                     |                         |                 |
| Notas                 | Notas                 | [1]                                   | [2]                                 | [3]                                 | [4]                           | [5]                                | (nenhuma)                           | (nenhuma)                              | (nenhuma)                          | [6]                       | (nenhuma)                 | (nenhuma)                | [7]                       | [8]                                 | [9]                     |                 |
| Pré-Roça              | Pré-Roça              | (nenhum)                              | Gui João Kléber Renata Taciane      | François Monique Raquel Valesca     | Duda Joana Taciane Washington | Anna Gui João Kléber Raquel        | Dani Joana Monique Thiago           | Anna Gui Marlon Washington             | Joana Raquel Thiago Washington     | Gui Joana Monique         | Dinei Marlon Monique      | Raquel Thiago Valesca    | (nenhum)                  | Joana Monique Raquel Valesca        | (nenhum)                |                 |
| Salvo                 | Salvo                 | (nenhum)                              | João Kléber                         | Valesca                             | Joana                         | Gui                                | Joana                               | Gui                                    | Raquel                             | Joana                     | Marlon                    | Valesca                  | (nenhum)                  | Raquel                              | (nenhum)                |                 |
| Expulso               | Expulso               | (nenhum)                              | (nenhum)                            | (nenhum)                            | Duda                          | (nenhum)                           | (nenhum)                            | (nenhum)                               | (nenhum)                           | (nenhum)                  | (nenhum)                  | (nenhum)                 | (nenhum)                  | (nenhum)                            | (nenhum)                |                 |
| Roça                  | Roça                  | Ana Paula Franciely Monique           | Gui Renata Taciane                  | François Monique Raquel             | Duda Taciane Washington       | Anna João Kléber Raquel            | Dani Monique Thiago                 | Anna Marlon Washington                 | Joana Thiago Washington            | Gui Monique               | Dinei Monique             | Raquel Thiago            | Marlon Monique            | Joana Monique Valesca               | Joana Monique Raquel    |                 |
| Eliminado             | Eliminado             | Ana Paula Não divulgado para retornar | Renata 54% para eliminar            | François 58% para eliminar          | Taciane 65% para eliminar     | João Kléber 47% para eliminar      | Dani 54% para eliminar              | Anna 47% para eliminar                 | Washington 66% para eliminar       | Gui 72% para eliminar     | Dinei 75% para eliminar   | Thiago 51% para eliminar | Marlon 60% para eliminar  | Valesca 46% para eliminar           | Raquel 8% para vencer   |                 |
| Eliminado             | Eliminado             | Franciely Não divulgado para retornar | Renata 54% para eliminar            | François 58% para eliminar          | Taciane 65% para eliminar     | João Kléber 47% para eliminar      | Dani 54% para eliminar              | Anna 47% para eliminar                 | Washington 66% para eliminar       | Gui 72% para eliminar     | Dinei 75% para eliminar   | Thiago 51% para eliminar | Marlon 60% para eliminar  | Valesca 46% para eliminar           | Monique 44% para vencer |                 |
| Outros %              | Outros %              | Monique 61% para retornar             | Gui Não divulgado para eliminar     | Monique Não divulgado para eliminar | Washington 35% para eliminar  | Anna Não divulgado para eliminar   | Monique Não divulgado para eliminar | Marlon Não divulgado para eliminar     | Joana Não divulgado para eliminar  | Monique 28% para eliminar | Monique 25% para eliminar | Raquel 49% para eliminar | Monique 40% para eliminar | Joana Não divulgado para eliminar   | Joana 48% para vencer   |                 |
| Outros %              | Outros %              | Monique 61% para retornar             | Taciane Não divulgado para eliminar | Raquel Não divulgado para eliminar  | Washington 35% para eliminar  | Raquel Não divulgado para eliminar | Thiago Não divulgado para eliminar  | Washington Não divulgado para eliminar | Thiago Não divulgado para eliminar | Monique 28% para eliminar | Monique 25% para eliminar | Raquel 49% para eliminar | Monique 40% para eliminar | Monique Não divulgado para eliminar | Joana 48% para vencer   |                 |

### Legendas
|  | Equipe Avestruz |  | Equipe Coelho |  | Equipe Ovelha |  | Não entrou oficialmente no jogo |  | Imune |

## Classificação geral
| Pos.  | Participante         | Meio de indicação         | % para eliminar           | Eliminado em |
| ----- | -------------------- | ------------------------- | ------------------------- | ------------ |
| 1     | Joana Machado        | Finalista                 | 48%                       | —            |
| 2     | Monique Evans        | Finalista                 | 44%                       | —            |
| 3     | Raquel Pacheco       | Finalista                 | 8%                        | —            |
| 4     | Valesca Popozuda     | Desafio Semanal           | 46%                       | Semana 12    |
| 5     | Marlon               | Desafio Semanal           | 60%                       | Semana 11    |
| 6     | Thiago Gagliasso     | Peões (4 Votos)           | 51%                       | Semana 10    |
| 7     | Dinei                | Fazendeira (Joana)        | 85%                       | Semana 9     |
| 8     | Gui Pádua            | Fazendeira (Raquel)       | 72%                       | Semana 8     |
| 9     | Compadre Washington  | Peões (4 votos)           | 66%                       | Semana 7     |
| 10    | Anna Markun          | Peões (8 votos)           | 47%                       | Semana 6     |
| 11    | Dani Bolina          | Desafio Semanal           | 54%                       | Semana 5     |
| 12    | João Kléber          | Desafio Semanal           | 47%                       | Semana 4     |
| 13    | Taciane Ribeiro      | Peões (7 votos)           | 65%                       | Semana 3     |
| 14    | Duda Yankovich       | Desafio Semanal / Expulsa | Desafio Semanal / Expulsa | Semana 3     |
| 15    | François Teles       | Peões (6 votos)           | 58%                       | Semana 2     |
| 16    | Renata Banhara       | Fazendeira (Anna)         | 54%                       | Semana 1     |
| 17–18 | Ana Paula Oliveira   | Disputa pela última vaga  | Não divulgado             | Semana 1     |
| 17–18 | Franciely Freduzeski | Disputa pela última vaga  | Não divulgado             | Semana 1     |